# ONE LIFE (SEAMOのアルバム)
『ONE LIFE』（ワン・ライフ）は、SEAMOの1枚目のミニアルバム。

## 解説
- ミニアルバムは『5♥WOMEN』以来7ヵ月ぶりであるが、コラボ曲以外の新曲中心によるミニアルバムは、今作が初めてである。
- 価格は1,600円である。
- 初回仕様限定盤には、イベント参加券を封入。

## 収録曲
1. ONE LIFE
ベートーヴェンのピアノソナタ「悲愴」第8番をモチーフにしている。
2. Bring the Love
3. ワン☆ダフル
映画「犬飼さんちの犬」主題歌。
4. 君のために
藤井フミヤに提供した楽曲のセルフカバー。
5. 情熱